# Tse Chi Lop
Tse Chi Lop (Guangzhou, 1963) is een Chinese drugsbaron. Hij is de vermeende spil achter het internationale misdaadsupersyndicaat Sam Gor, ook wel "The Company" genoemd.
Het Sam Gor-syndicaat genereert jaarlijks miljarden dollars uit de handel in methamfetamine en andere synthetische drugs. Het United Nations Office on Drugs and Crime schatte dat Sam Gor in 2018 tussen de $ 8 miljard en $ 17,7 miljard aan inkomsten uit methamfetamine genereerde. Sommige vooraanstaande autoriteiten beweerden dat Tse een grotere speler was in de wereldwijde drugshandel dan de Mexicaanse drugsbaron Joaquin "El Chapo" Guzman, en mogelijk zelfs de Colombiaanse kartelleider Pablo Escobar. Sam Gor zou grotendeels verantwoordelijk zijn voor de dramatische verschuiving in de afgelopen jaren van drugs als heroïne naar synthetische stoffen zoals methamfetamine, ketamine en fentanyl in Oost- en Zuidoost-Azië, en is naar verluidt betrokken bij zeer grote zendingen buiten de directe regio, waaronder een inbeslagname van 1,2 ton methamfetamine in Geraldton in 2017.
Chi Lop werd op 22 januari 2021 opgepakt op Schiphol toen hij over wilde stappen op een vlucht naar Canada. De rechtbank in Rotterdam bepaalde in juli 2021 dat Lop uitgeleverd mag worden aan Australië.